# Ворсо (Вирџинија)
Ворсо (енгл. Warsaw) град је у америчкој савезној држави Вирџинија. По попису становништва из 2010. у њему је живело 1.512 становника.

## Демографија
Према попису становништва из 2010. у граду је живело 1.512 становника, што је 137 (10,0%) становника више него 2000. године.
| Група             | 2000.       | 2010.       |
| Белци             | 903 (65,7%) | 996 (65,9%) |
| Афроамериканци    | 404 (29,4%) | 386 (25,5%) |
| Азијати           | 6 (0,4%)    | 10 (0,7%)   |
| Хиспаноамериканци | 60 (4,4%)   | 96 (6,3%)   |
| Укупно            | 1.375       | 1.512       |